# Międzynarodowy Rezerwat Biosfery „Karpaty Wschodnie”

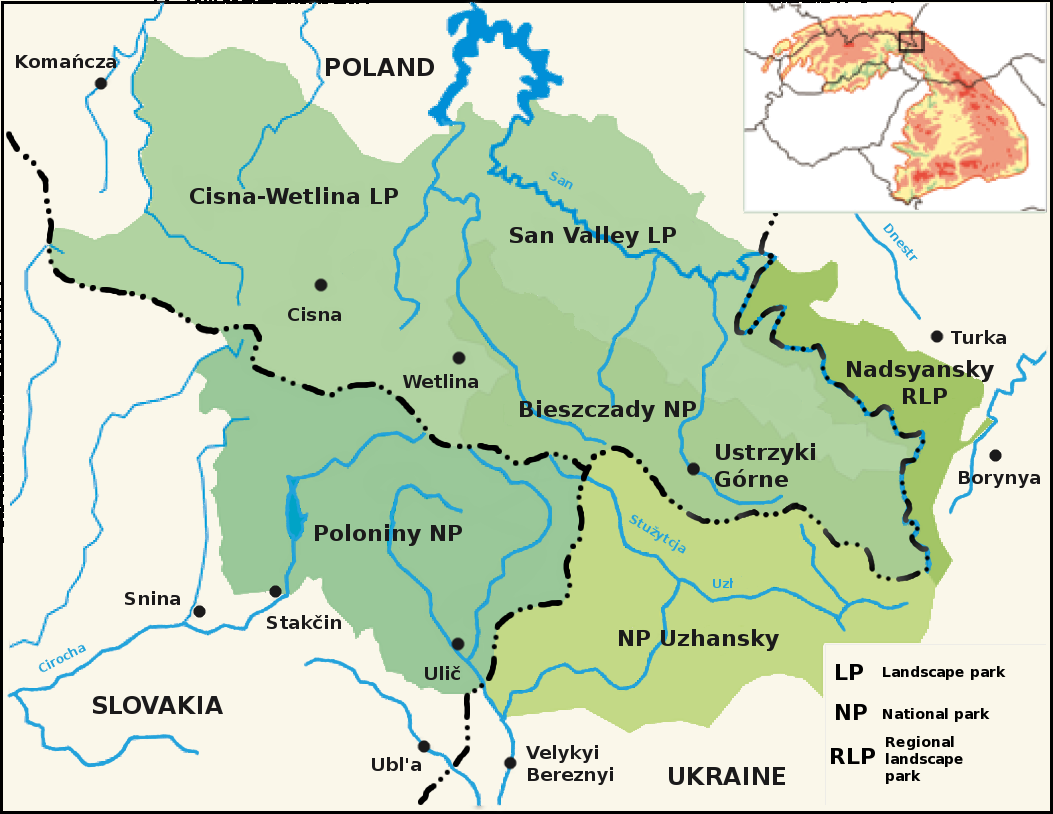
Mapka Międzynarodowego Rezerwatu Biosfery „Karpaty Wschodnie”

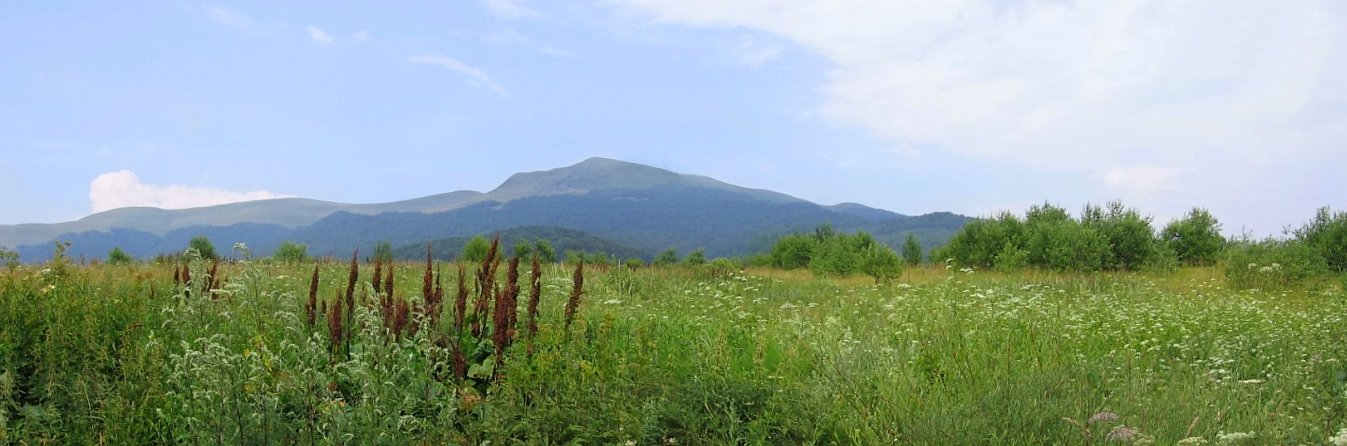
Bieszczadzki Park Narodowy – Tarnica

Międzynarodowy Rezerwat Biosfery „Karpaty Wschodnie” – pierwszy rezerwat biosfery UNESCO leżący na obszarze trzech krajów, powstały w 1992 na terenie Bieszczadów, położony na terenie Polski, Słowacji i Ukrainy. Zajmuje powierzchnię 2080,89 km² (1087,24 km² – część polska, 407,78 km² – część słowacka, 585,87 km² – część ukraińska). Utworzony w ramach międzynarodowego programu „Człowiek i Biosfera”.
W skład Międzynarodowego Rezerwatu Biosfery „Karpaty Wschodnie” wchodzą:
- Bieszczadzki Park Narodowy (Polska)
- Ciśniańsko-Wetliński Park Krajobrazowy (Polska)
- Park Krajobrazowy Doliny Sanu (Polska)
- Park Narodowy „Połoniny” wraz ze strefą otulinową (do 1997 Chroniony Krajobrazowy Obszar „Wschodnie Karpaty”) (Słowacja)
- Użański Park Narodowy (dawniej rezerwat Stużycia) (Ukraina)
- Nadsański Regionalny Park Krajobrazowy (Ukraina).

Na terenie Polski strefę wewnętrzną stanowią obszary ochrony ścisłej BdPN (ok. 70% powierzchni Parku), strefę buforową obszary ochrony częściowej BdPN, zaś strefę przejściową oba parki krajobrazowe.
Międzynarodowy Rezerwat Biosfery „Karpaty Wschodnie” powstał w 1992 roku, a w jego skład weszły trzy parki na terenie Polski i Chroniony Krajobrazowy Obszar „Wschodnie Karpaty” na terenie Słowacji. W 1999 do rezerwatu zostały włączone parki ukraińskie.
Bieszczadzki Park Narodowy i Park Narodowy „Połoniny” otrzymały „Dyplom Europejski” przyznany przez Radę Europy w 1998.